# 線斑真寄居蟹
線斑真寄居蟹（学名：Dardanus guttatus）为活額寄居蟹科真寄居蟹屬下的一个种。